# Psalm 133
Psalm 133 is een psalm uit Psalmen in de Hebreeuwse Bijbel. Het is een van de bedevaartspsalmen.

## Interpretatie
Deze psalm bestaat in feite slechts uit een enkele stelling, die uitgebreid wordt met twee vergelijkingen. Beide vergelijkingen worden in het Hebreeuws geïntroduceerd door 'als' en verder uitgewerkt met het werkwoord 'neerdalen'.
Als in Psalm 133 wordt gesproken over 'broeders', gaat dat niet over kinderen van dezelfde ouders, maar over alle Israëlieten, die vanwege hun gemeenschappelijke afkomst 'broeders' zijn, ongeacht hun positie. Dit komt overeen met het gebruik ik Deuteronomium 15:3,12 en 25:3. Volgens de traditionele exegese gaat het in Psalm 133 over het broederlijk samenzijn van de Israëlieten op de grote feesten in Jeruzalem.
De bezongen eenheid is te vergelijken met olie. ‘Goede olie’ betekent waarschijnlijk dat de olie geparfumeerd was. In het oude Oosten was het gebruikelijk dat gasten van een voorname gastheer voorafgaand aan de maaltijd verfijnde olie aangeboden kregen om hun voorhoofden te zalven. Naast de glans, geassocieerd met feest, die de olie op het voorhoofd achterliet, maakte dit ook dat de gasten en de ruimte waarin ze zich bevonden aangenaam zouden ruiken.
De olie is in rijke mate aanwezig, ze druipt van het hoofd van Aäron langs de baard naar de zoom van de kleding. De dichter gebruikt bewust de naam Aäron, al voegt hij er niet aan toe dat het om de hogepriester gaat. Dat ligt echter in de naamsvermelding opgesloten. Bij 'zoom' moet niet gedacht worden aan de zoom aan de onderkant van zijn kleed. Het Hebreeuws spreekt over de ‘mond’ van de kleding, waarmee de kraag van de mantel wordt bedoeld.
Als kostelijke olie die neerdruppelt op de baard (van Aäron), zo is het broederlijke samenwonen: aangenaam, weldadig.
De bergen van Zion zijn de ontvangers van de dauw van de Hermonberg, een uitdrukking die niet letterlijk verstaan moet worden. In de Hebreeuwse Bijbel wordt de dauw gezien als Gods zegen (zie Genesis 27:27-28 en Deuteronomium 33:13). Als zij die dezelfde God dienen in de stad van Gods woning (Joodse tempel) bijeen zijn, is dat als een verfrissende dauw op Zions bergen, een zegen van Godswege.

## Muziek
- De psalm is verschillende malen berijmd op melodieën van de Geneefse psalmen.
- Onder andere in de bundel Op Toonhoogte en de bundel Opwekkingslied is het lied Hinnee matov oema najiem opgenomen. Dit is een Joodse hymne die wordt gezongen op de sjabbat.
- Marcel Zimmer dichtte het lied Familie met als beginregel Hoe mooi en hoe heerlijk (als wij als familie ...). Het lied is gedicht naar Psalm 133. Dit lied is onder andere te vinden in de bundels Opwekkingslied, Hemelhoog en Op Toonhoogte.

1 · 2 · 3 · 4 · 5 · 6 · 7 · 8 · 9 · 10 · 11 · 12 · 13 · 14 · 15 · 16 · 17 · 18 · 19 · 20 · 21 · 22 · 23 · 24 · 25 · 26 · 27 · 28 · 29 · 30 · 31 · 32 · 33 · 34 · 35 · 36 · 37 · 38 · 39 · 40 · 41 · 42 · 43 · 44 · 45 · 46 · 47 · 48 · 49 · 50 · 51 · 52 · 53 · 54 · 55 · 56 · 57 · 58 · 59 · 60 · 61 · 62 · 63 · 64 · 65 · 66 · 67 · 68 · 69 · 70 · 71 · 72 · 73 · 74 · 75 · 76 · 77 · 78 · 79 · 80 · 81 · 82 · 83 · 84 · 85 · 86 · 87 · 88 · 89 · 90 · 91 · 92 · 93 · 94 · 95 · 96 · 97 · 98 · 99 · 100 · 101 · 102 · 103 · 104 · 105 · 106 · 107 · 108 · 109 · 110 · 111 · 112 · 113 · 114 · 115 · 116 · 117 · 118 · 119 · 120 · 121 · 122 · 123 · 124 · 125 · 126 · 127 · 128 · 129 · 130 · 131 · 132 · 133 · 134 · 135 · 136 · 137 · 138 · 139 · 140 · 141 · 142 · 143 · 144 · 145 · 146 · 147 · 148 · 149 · 150 · 151